# Liste daoistischer Moralhandbücher
Dies ist eine Liste daoistischer Moralhandbücher. Die sogenannten Quanshan shu (勸善書 / 劝善书,  quanshan shu,  Ch'üan-shan shu, englisch Moralistic Storybooks) sind eine spezielle Gattung von Moralhandbüchern.
- Gongguo ge 功過格 Ledger of Merits and Demerits[1]
- Guandi jueshi zhenjing 關帝覺世真經 Perfect Book of Emperor Guan's Enlightenment[2]
- Lüzu baochan 呂祖寶懺 Precious Repentance of Patriarch Lu[3]
- Taishang ganying pian 太上感應篇 The Tablet of Supreme Correspondence[4]
- Wenchang dijun yinzhi wen 文昌帝君陰騭文 The Book of Hidden Virtues of Imperial Sovereign Wenchang[5]
- Yuzhu baodian 玉燭寶典 Treasury of the Jade Candle[6]